# Monastero di Lanzo
Monastero di Lanzo (piemontesisch Monasté 'd Lans, frankoprovenzalisch Moutier) ist eine Gemeinde in der italienischen Metropolitanstadt Turin (TO), Region Piemont.

## Lage und Einwohner
Monastero di Lanzo liegt 41 km nordwestlich von Turin im Valli di Lanzo. Das Gemeindegebiet umfasst eine Fläche von 17 km² und hat 319 Einwohner (Stand 31. Dezember 2023). Zur Gemeinde zählen noch die Weiler Cà di Savi, Cà di Sciold, Cà di Tuie, Chiaves, Cresto, Fornelli, Marsaglia, Mecca, Menulla, Monastero di Sotto, San Rocco, Sistina und Stabio.
Die Nachbargemeinden sind Locana, Cantoira, Coassolo Torinese, Ceres, Pessinetto und Lanzo Torinese.

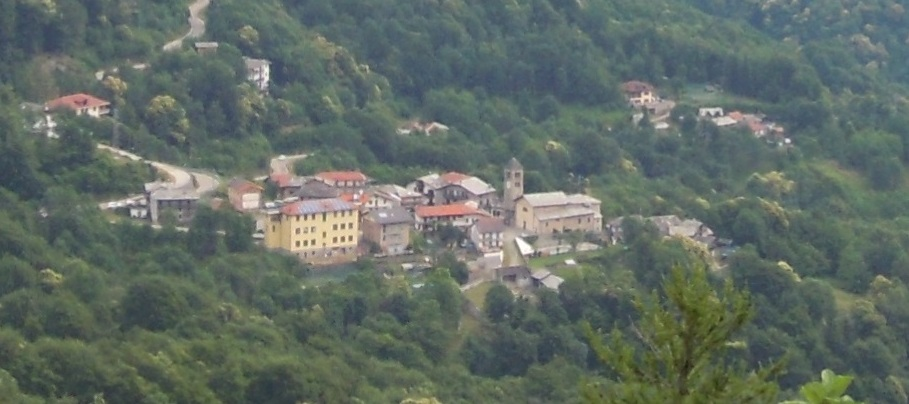
Ansicht von Monastero di Lanzo

## Geschichte

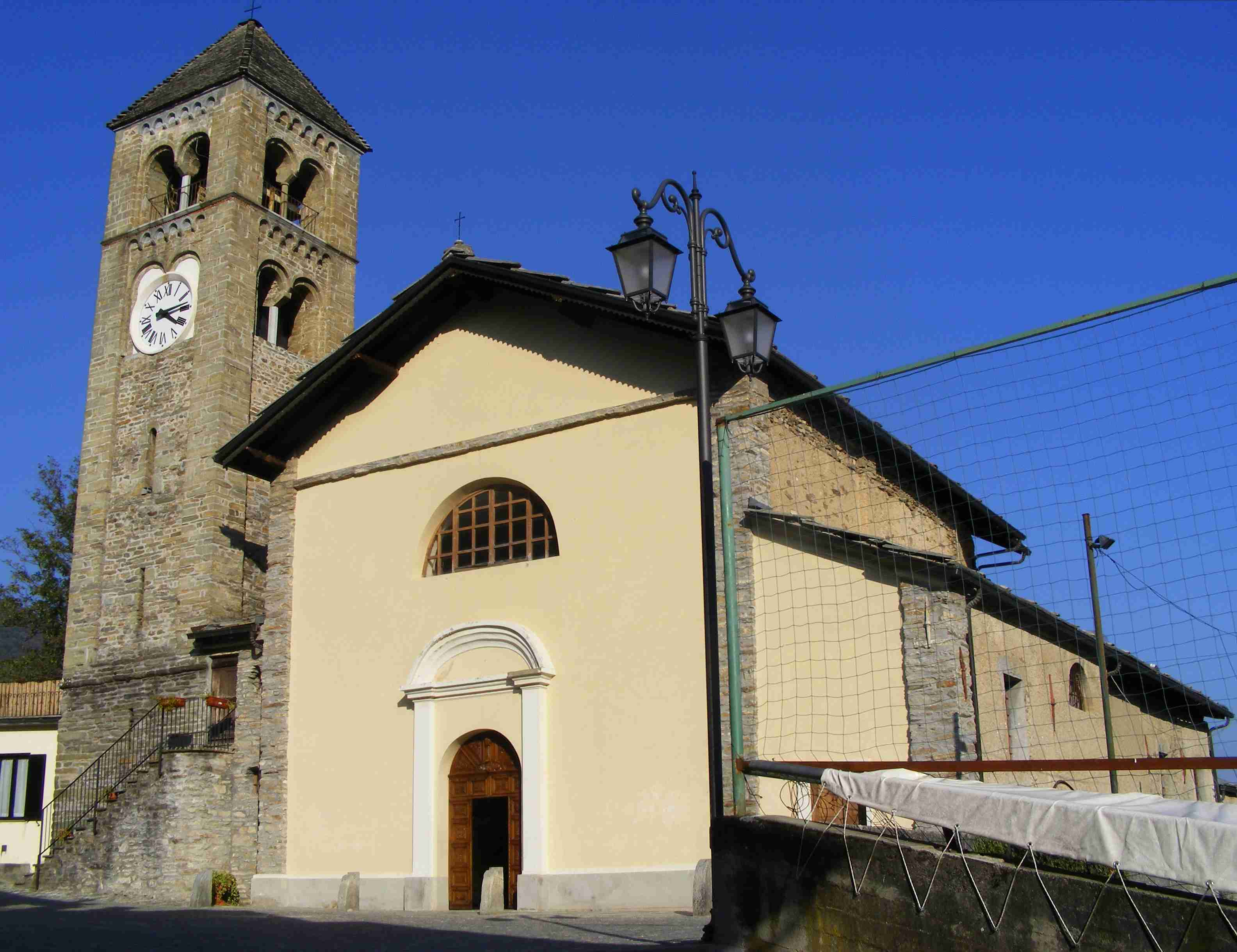
Die Kirche in Monastero di Lanzo

In vorrömischer Zeit gab es Siedlungen, wie die Ortsnamen und Felsgravuren belegen. Die Toponymie verdeutlicht auch die Nutzung des Gebiets in der Römerzeit und in der Langobardenzeit. Allerdings kam es erst um das Jahr 1000 zu einer größeren Entwicklung der bewohnten Zentren, die das Dorf bilden, mit der Gründung eines kleinen weiblichen Priorats von Benediktinerinnen im Jahr 991. Genau diesem Kloster, das der Heiligen Anastasia geweiht ist und von der Abtei San Mauro di Pulcherada abhängig war, verdankt der Ort seinen Namen. Als Zeugnis der Benediktinerpräsenz ist der schöne romanische Glockenturm aus dem 12. Jahrhundert der Pfarrkirche von Monastero Capoluogo erhalten geblieben.
Im Mittelalter folgte Monastero stets dem Schicksal von Castellania di Lanzo, zu dem es gehörte. In dieser Zeit kam es zu zahlreichen Streitigkeiten mit benachbarten Städten, die manchmal zu regelrechten Kämpfen führten, um den Besitz der Hochalmengebiete, die seit jeher die Haupteinnahmequelle der Gemeinde darstellten. Ab etwa dem 13. Jahrhundert wird die Klostergemeinschaft sowohl in zivilen als auch in religiösen Dokumenten erwähnt.
Im Jahr 1724 wurde es als Lehen mit dem Titel Grafschaft zugunsten der Giriodi, Herren von Costigliole Saluzzo, errichtet. Im Jahr 1769 wurde auf Wunsch der Barone von Chionio, den Herren des Ortes, in Chiaves die Pfarrei San Giovanni Evangelista errichtet. 
1862 nahm Monastero das Attribut „di Lanzo“ an, um Homonyme zu vermeiden. Ab 1880 kam es zu einer fortschreitenden Entvölkerung, die mit der Verarmung der lokalen Wirtschaft einherging, die hauptsächlich auf der Landwirtschaft basierte, die aber in den letzten Jahren im Sommertourismus eine wichtige Einnahmequelle finden konnte.